# Elías Brítez
Elías Lisandro Brítez (San Francisco Solano, 11 marzo 2000) è un calciatore argentino, centrocampista del San Telmo in prestito dall'Aldosivi.

## Carriera
Brítez è cresciuto nel settore giovanile dell'Aldosivi, con cui ha debuttato in prima squadra il 19 settembre 2022 nell'incontro di Primera División perso 3-0 contro l'Arsenal Sarandí. Il 19 dicembre ha firmato il primo contratto professionistico con il club gialloverde ed il 25 settembre 2023 ha segnato il suo primo gol fra i professionisti contro il Villa Dálmine.

## Statistiche

### Presenze e reti nei club
Statistiche aggiornate all'11 aprile 2024.
| Stagione        | Squadra         | Campionato      | Campionato | Campionato | Coppe nazionali | Coppe nazionali | Coppe nazionali | Coppe continentali | Coppe continentali | Coppe continentali | Altre coppe | Altre coppe | Altre coppe | Totale | Totale | Totale |
| Stagione        | Squadra         | Comp            | Pres       | Reti       | Comp            | Pres            | Reti            | Comp               | Pres               | Reti               | Comp        | Pres        | Reti        | Pres   | Reti   |        |
| --------------- | --------------- | --------------- | ---------- | ---------- | --------------- | --------------- | --------------- | ------------------ | ------------------ | ------------------ | ----------- | ----------- | ----------- | ------ | ------ | ------ |
| 2022            | Aldosivi        | PD              | 8          | 0          | CA+CdL          | 0               | 0               |                    | -                  | -                  |             | -           | -           | 8      | 0      |        |
| 2023            | Aldosivi        | PBN             | 9          | 1          | CA              | 1               | 0               |                    | -                  | -                  |             | -           | -           | 10     | 1      |        |
| 2024            | Aldosivi        | PBN             | 2          | 0          | CA              | 0               | 0               |                    | -                  | -                  |             | -           | -           | 2      | 0      |        |
| Totale carriera | Totale carriera | Totale carriera | 19         | 1          |                 | 1               | 0               |                    | -                  | -                  |             | -           | -           | 20     | 1      |        |